# Obrium arciferum
Obrium arciferum là một loài bọ cánh cứng trong họ Cerambycidae.